# سربازان پسر شکست‌خورده
«سربازان پسر شکست‌خورده» (به انگلیسی: Broken Boy Soldiers) اولین آلبوم از گروه موسیقی آلترنتیو راک راکانترز است که در سال ۲۰۰۶ میلادی منتشر شد.